# San Tommaso ai Cenci
San Tommaso ai Cenci, även benämnd San Tommaso dei Cenci och Sancti Thomae in Capite Molarum, är en kyrkobyggnad i Rom, helgad åt den helige aposteln Tomas. Kyrkan är belägen vid Via Monte de' Cenci i Rione Regola och tillhör församlingen Santi Biagio e Carlo ai Catinari. Tillnamnet ”Cenci” syftar på den romerska familjen Cenci. ”Capite Molarum”, av latinets caput ”huvud” och mola ”vattenkvarn”, åsyftar de talrika vattenkvarnar, vilka fanns mellan Tiberön och Tiberns vänstra strand.

## Kyrkans historia
Kyrkan uppfördes under medeltiden. Enligt en inskription från år 1114 invigdes det renoverade altaret av Cencio (eller Cinzio), kardinalbiskop av Sabina. Inskriptionen anger även vilka helgonreliker som finns i altaret:
Kyrkan nämns i en bulla promulgerad 1186 av påve Urban III; bullan uppräknar den bland filialerna till församlingskyrkan San Lorenzo in Damaso. Därtill förekommer den i Catalogo di Cencio Camerario, en förteckning över Roms kyrkor sammanställd av Cencio Savelli år 1192 och bär där namnet sco. Thome fraternitatis samt i Il catalogo Parigino (cirka 1230) som s. Thomas caput malorum, i Il catalogo di Torino (cirka 1320) som Ecclesia sancti Thome och i Il catalogo del Signorili (cirka 1425) som sci. Thome de Capite molaris.
I mitten av 1400-talet erhöll familjen Cenci patronatsrätt över det första sidokapellet på vänster hand, invigt åt Madonna della Sbarra. Cristoforo Cenci lät 1559 påbörja en renovering av kyrkan, vilken fullbordades 1575 av sonen Francesco Cenci. Familjen Cenci ägde det närbelägna Palazzo Cenci Bolognetti.
San Tommaso ai Cenci var församlingskyrka i över tvåhundra år, innan den rätten upphävdes 1823. Två år senare övertogs kyrkan av Confraternita della Dottrina Cristiana, men inom kort överläts kyrkan åt Confraternita dei Vetturini, droskförarnas skrå. Detta skrå lät, varje år den 11 september, en präst celebrera mässan för Beatrice Cencis själ.
I mitten av 1900-talet övergavs kyrkan och stängdes. Emellertid genomfördes en restaurering under 1970-talet.

## Kyrkans exteriör
Kyrkans egentliga fasad är belägen vid Via Monte de' Cenci. Fasaden har två likadana portaler med triangulära pediment; den vänstra portalen är igensatt. Ovanför portalerna sitter två runda fönster och mellan dessa fanns en gång en freskmålning, som dock har försvunnit. Nedanför denna sitter en marmortavla med en dedikationsinskrift. Kyrkans sidofasad, som vetter mot Piazza delle Cinque Scole, har tre lynettfönster samt en kornisch med modilioner. Portalen med ett triangulärt pediment och ett kors utgör numera kyrkans huvudingång.

## Kyrkans interiör
Kyrkan har ett skepp med ett sidokapell på höger sida och två sidokapell på vänster sida. Absiden är rektangulär till grundplanen. Interiören har doriska pilastrar i gul marmor, vilka bär upp ett entablement med en fris i samma färg. I taket sitter familjen Cencis vapen.

### Koret
Högaltarmålningen Den tvivlande Tomas är utförd av Giuseppe Vermiglio i början av 1600-talet. Ovanför denna, i ett pediment, står det Dominus meus et Deus meus (”Min Herre och min Gud”), vilket Tomas – enligt Johannesevangeliet 20:28 – yttrade då han fick sticka in fingret i såret i Kristi sida. Högaltaret flankeras av två målningar som avbildar evangelisterna Matteus och Johannes av Giuseppe Vermiglios skola. Ovanför högaltaret finns en målning som visar Den smärtofyllda Modern. Själva altarbordet vilar på två ben i form av lejonhövdade karyatider, vilka dateras till första århundradet efter Kristus. Under altarbordet står en liten dopfunt, i vilken Beatrice Cenci skall ha blivit döpt. Dess bas är smyckad med tre delfiner.

### Höger sida
Det högra sidokapellet är invigt åt den korsfäste Kristus. Altaruppsatsen i senbarock är tillverkad i polykrom marmor och har ett träkrucifix från 1700-talet. Detta krucifix ersatte på 1960-talet det tidigare krucifixet från 1200-talet, vilket numera återfinns i Palazzo Venezias museum.

### Vänster sida
Det första kapellet på vänster hand är invigt åt Jungfru Maria och dekorerat med fresker av Girolamo Siciolante da Sermoneta. Altarmålningen visar Jesu födelse, medan sidoväggarna har Jungfru Marie födelse och Bebådelsen. Taket har fresker med scener ur den helige Joakims liv: Joakim fördrivs från templet, Ängeln uppenbarar sig för Joakim och Joakims och Annas möte vid den gyllene porten.
Det andra kapellet är invigt åt den helige Franciskus av Assisi. Freskerna, vilka beställdes år 1612 av Ludovica Velli, änka efter Giacomo Cenci, är utförda av en okänd konstnär och visar scener ur Franciskus liv: Franciskus födelse, Franciskus mottar stigmata, Franciskus död, Franciskus frestelse samt Kristus och Jungfru Maria uppenbarar sig för Franciskus. Altartavlan visar Franciskus i bön.
På insidan av fasaden ses den anonyma 1600-talsfresken Kristus och den samariska kvinnan samt två fresker föreställande evangelisterna Markus och Lukas, utförda av Giuseppe Vermiglios skola.

## Bilder
| - Bebådelsen, fresk av Girolamo Siciolante da Sermoneta från år 1565. - San Tommaso ai Cenci (här benämnd S. Thomae de Capite Molarum) på Christian Hülsens karta över det medeltida Rom från år 1927. - San Tommaso ai Cenci på en karta från år 2016. |